# Шульгин, Николай Захарьевич
Никола́й Заха́рьевич (Заха́рович) Шульги́н (1855—1937) — сенатор уголовного кассационного департамента Сената, в 1912 году проводивший предварительное следствие по делу об убийстве П. А. Столыпина.

## Биография
Православный. Из дворян.
Окончил Санкт-Петербургскую 3-ю гимназию (1874) и юридический факультет Санкт-Петербургского университета со степенью кандидата прав (1879).
По окончании университета поступил на службу в Министерство юстиции кандидатом на судебные должности при Санкт-Петербургском окружном суде. Занимал должности прокурора Пермского окружного суда (1890—1892), прокурора Казанского окружного суда (1892—1897), товарища прокурора Казанской судебной палаты (1898—1905) и, наконец, товарища обер-прокурора уголовного кассационного департамента Сената (1907—1910). В 1910 году был назначен прокурором Виленской судебной палаты, одновременно состоя членом консультации при Министерстве юстиции учрежденной.
11 октября 1911 года назначен сенатором с производством в тайные советники и определён к присутствию в уголовном кассационном департаменте Сената. В июне 1912 года на Николая Захарьевича, по Высочайшему повелению, было возложено предварительное следствие по делу об убийстве П. А. Столыпина. Комиссия Шульгина проверила все собранные на тот момент сведения, вновь опросила свидетелей, а также ряд представителей политического сыска и чинов Департамента полиции, однако не обнаружила ничего существенно нового. К концу года Шульгин составил доклад, в котором полагал предать суду обвиняемых в «противозаконном бездействии» П. Г. Курлова, А. И. Спиридовича, М. Н. Веригина и Н. Н. Кулябку, однако 4 января 1913 года Николай II прекратил дело без всяких последствий для обвиняемых.
Во время Гражданской войны входил во Временное Всероссийское правительство, с 30 сентября 1918 состоял членом юридического совещания при правительстве. В начале 1919 года выехал в Японию к своему зятю Б. П. Дудорову.
С 1923 года в эмиграции в США. Скончался в 1937 году в Пало-Алто. Похоронен на Сербском кладбище.

## Семья
Был женат на Ольге Николаевне Боратынской (1864—1939), дочери Н.Е.Боратынского (1835—1898) и Ольги Александровны Казем-Бек (1843—1919). Ольга Николаевна со стороны отца внучка поэта Е.А.Боратынского, а со стороны матери — просветителя, ученого-востоковеда, профессора А.К.Казем-бека.
Их дети:
- Михаил (1891—1911)
- Павел (1897—1952), пианист. В эмиграции в США[4].
- Николай (1898—1988). В эмиграции в США.
- Наталия (1889—1976), поэтесса[5]. Замужем за морским агентом в Японии контр-адмиралом Б. П. Дудоровым. В эмиграции в США.
- Ольга (1900—1978)

## Награды
- Орден Святого Станислава 2-й ст. (1894)
- Орден Святой Анны 2-й ст. (1896)
- Орден Святого Владимира 3-й ст. (1905)
- Орден Святого Станислава 1-й ст. (1908)
- Орден Святой Анны 1-й ст. (1911)
- Орден Святого Владимира 2-й ст. (1913)